# ولاد بديعة (مسلسل)
ولاد بديعة هو مسلسل درامي سوري عرض في شهر رمضان 1445 هـ. المسلسل من إخراج رشا شربتجي وبطولة سلافة معمار، محمود نصر، يامن حجلي وسامر إسماعيل.

## قصة العمل
عن طريق تداخل الأحداث بين الماضي والحاضر تكشف أحداث مسلسل ولاد بديعة التطورات الغامضة في طبيعة العلاقات المعقدة بين الأخوة، حيث تتراوح العلاقة ما بين الصراع وأحيانا التوحد في مواجهة المخاطر. ويحاول المسلسل من خلال قضية النَسَب بين الأخوة غير الأشقاء والتي تعتبر المحور الرئيسي أن يربط الأحداث ببعضها البعض.
ففي الوقت الذي يواجه فيه الأخوة تحديات عديدة في سبيل الحفاظ على وحدة العائلة وتحقيق طموحاتهم المالية والسلطوية، تتعقد الأمور أكثر فأكثر مع تطور القصة، حيث يتعين على الأخوة أن يواجهوا الخيانة والمكائد والتضحيات لمعرفة الحقيقة وتحقيق ما يصبون إلى تحقيقه.
وعن طريق "الفلاش باك" كشف المسلسل عن بعض الحقائق المهمة التي أدت إلى وصول شخصيات المسلسل الرئيسية وهم، شاهين، ياسين، سكر، ومختار، إلى الحياة التي يعيشونها حاليًا، ونجح المخرج في خلق حالة من التشويق لدى المشاهدين في الانتظار كل حلقة لمعرفة ما سيحدث في خلافاتهم الكبيرة.
وتتنوع الخلافات بين الشخصيات من الصراعات الشخصية والمشاكل العائلية إلى المؤامرات والخيانات، وفي الوقت نفسه ومع تطور الأحداث وتصاعد النزاعات، يتعين على أبطال المسلسل وهم الأشقاء الأربعة أن يجدوا طريقة للتعاون والتواصل من أجل البقاء وتجاوز الصراعات الكبيرة التي تختبر علاقتهم وحياتهم المستقبلية.

## طاقم العمل

### الفنيون
- إخراج: رشا شربتجي
- تأليف: علي وجيه ويامن حجلي
- موسيقى تصويرية: خالد الكمار

### الممثلون
| الممثل            | الدور     | الممثل        | الدور       |
| ----------------- | --------- | ------------- | ----------- |
| سلافة معمار       | سكر       | محمود نصر     | مختار       |
| سامر اسماعيل      | شاهين     | يامن الحجلي   | ياسين       |
| إمارات رزق        | بديعة     | فادي صبيح     | عارف الدباغ |
| نادين تحسين بك    | هديل      | نادين الخوري  | أم جمعة     |
| محمد حداقي        | أبو الهول | رامز الأسود   | الوفا       |
| روزينا لاذقاني    | عبير      | لين غرة       | مروة        |
| هافال حمدي        | نظمي      | مصطفى المصطفى | جمعة        |
| ولاء عزام         | زهور      | ديمة الجندي   | مها الدباغ  |
| فراس إبراهيم      | أبو رياض  | غزوان الصفدي  | مؤيد        |
| تيسير إدريس       | أبو الوفا | وضاح حلوم     | عزت         |
| عدنان أبو الشامات | يمان      | حسين عباس     | أبو هديل    |
| وسام رضا          | السيكي    | إيناس شاهين   | أوصاف       |

## النجاح الجماهيري
يصنف العمل على أنه عمل اجتماعي تشويقي حصد نجاحاً منقطع النظير وأصبحت معظم شخصياته (سكر -أبو الهول -دراعي- السيكي- مختار وغيرهم) حديث الجمهور لفترة طويلة .